# Maria från Magdala
Maria från Magdala, eller Maria Magdalena, var en av de kvinnor som jämte lärjungarna följde Jesus. Maria Magdalena var enligt Bibeln den som fann Jesu grav tom och den första som vittnade om hans uppståndelse. I österländska kyrkor räknas hon som en av myrrbärarna.

## Beskrivning
Enligt den kristna äldre katolska traditionen har hon sedan 600-talet identifierats med Maria från Betania, en syster till Marta och Lasarus, omtalad i Lukas 7:37–50 och Johannes 11:1–2. Hon kallas även Maria Magdalena efter sin hemort Magdala. Namnet Magdalena kan även komma av hebreiskans "Magdal-eder" som betyder "Hjordens torn" (mgdl-odr = Magdal-eder, se grundskriften Mika på hebreiska) vilket åsyftar den kulle nära Betlehem som herdarna ofta använde som utkikspunkt över de omgivande fälten. Detta skulle man kunna koppla till en profetia från Mika 4:8 "Och vad dig beträffar, o hjordens torn, Sions dotters kulle, ända till dig skall det komma, ja det första herraväldet skall sannerligen komma, kungadömet som tillhör Jerusalems dotter". Att vara av "Sion" innebär att äga en kunglig befattning. Med "Sions dotter" menas således en drottning eller prinsessa, alltså en kvinna av kunglig börd. I vissa icke kanoniska källor framgår dock att Maria Magdalena/Magdal-Eder var av kunglig börd. Att vara av "Jerusalem" innebär dessutom att vara ett av de 144 000 helgon som blivit kanoniserade. 
Detta kan ha symbolisk betydelse i den bemärkelsen att Maria Magdalena genom skönlitteraturen, faktaböcker och utombibliska skrifter har blivit mycket uppmärksammad i nutid. Maria Magdalena smorde Jesus med olja vilket även det med stor sannolikhet kan ha haft en stor symbolisk betydelse för att han skulle kunna kallas Messiah/Christos/Kristus, den smorde. Att hon omtalades som en synderska är ett sätt att erkänna brist på fullkomlighet och kan därför vara ett uttryck för stor ödmjukhet. 
I utombibliska skrifter, som dock alla är betydligt yngre och senare tillkomna än de fyra evangelierna i Nya Testamentet, står det också att hon var den mest älskade av lärjungarna: ”Och för Visdomen (grekiska: Sofia), som kallas ’den ofruktbara’, hon är änglarnas moder. Och Frälsarens följeslagare (grekiska: koinônos (κοινωνός)) är Maria Magdalena. Men Kristus älskade henne mer än alla lärjungarna och brukade ofta kyssa henne på munnen. De övriga lärjungarna blev förnärmade av detta och uttryckte ogillande. De sade till honom: ’Varför älskar du henne mer än alla oss?’ Frälsaren svarade dem och sade, ’Varför älskar jag inte er som henne?’ När en blind man och en som ser båda vistas i mörker, finns ingen skillnad mellan dem. Men när det blir ljust kommer den som ser att se ljuset och den som är blind att förbli i mörkret.” (Filipposevangeliet 63:30–64:9, texten dock på vissa ställen oklar och svårtydd).
”De som alltid vandrade med Herren var tre: Maria hans moder och hennes syster och Magdalena, hon som kallades hans följeslagare. Hans syster och hans moder och hans följeslagare hette alla Maria.” (Filipposevangeliet 59:7–11) Detta, att alla tre hette Maria, kan innebära att namnet Maria var ett tillnamn som innebar ett visst erkännande i tron. Det förekommer att både män och kvinnor i Bibeln tar andra namn som tillnamn än sina förnamn för att påvisa sin tro och intention i sin tro, som kan påminna om en tidigare troende som är känd för dem, eller ett namn som YHWH själv gett dem eller som Jesus har gett dem. Elia är till exempel ett tillnamn Johannes döparen fick av Jesus själv: "Ty alla profeterna och lagen har profeterat fram till Johannes, och om ni vill ta emot det – han är den Elia som skulle komma" (Matt 11:14.)
Romersk-katolska kyrkan vördar henne som helgon; hennes festdag firas den 22 juli.

## Primärkällor
Enligt Lukasevangeliet 8:1-3 hade Jesus drivit ut sju demoner ur henne, varefter hon tillsammans med vännerna Susanna och Johanna följde honom och de andra lärjungarna från stad till stad och från by till by. Hon var bland dem som stod vid korset när Jesus dog, i Matteusevangeliet 27:55f, Johannesevangeliet 19:25, och gravläggningen nämns i Matteus 27:57. Maria som den som först fick möta Jesus efter uppståndelsen nämns i Markusevangeliet 16:9, och Johannes 20:11ff.
1896 påträffades i Kairo en papyrusskrift på koptiska, skriven på 400-talet. Denna text kallas Maria Magdalenas evangelium, och publicerades 1955. Maria Magdalena tycks också, bland annat från fynd vid Nag Hammadi, ha varit viktig för många av de tidiga kristna riktningar som stod i motsättning till den etablerade kyrkan, bland annat gnosticismen. Denna Maria Magdalena nämns även i Petrusevangeliet, och av kyrkofäderna, till exempel av Augustinus i Tractat CXI från 400-talet.

## Den kristna tolkningen
De tre stora kristna riktningarna har olika synsätt på Maria Magdalena. Den grekisk-ortodoxa kyrkan menar att det är frågan om tre olika personer: synderskan i Lukas, Martas och Lazarus syster, och Maria Magdalena. Den romersk-katolska kyrkan menar dock att det är samma person. Den protestantiska grenen har ingen officiell uppfattning, men de flesta menar att det rör sig om två eller tre personer och avvisar helt tanken på att Maria Magdalena skulle ha varit prostituerad[källa behövs]. Att hon blivit omtalad som en synderska är ett sätt att erkänna brist på fullkomlighet och kan därför vara ett uttryck för stor ödmjukhet. Tolkningen av namnet "Magdalena" är mycket viktig i denna debatt: en hypotes menar att det är en benämning på "lockigt kvinnohår" som enligt Talmud skulle åsyfta en äktenskapsbryterska.[källa behövs] Ytterligare en tolkning är som redan nämnts, att hon kom från staden Magdala  även benämnd Dalmanuta i Markusevangeliet 8:10.
Om man bortser från kyrklig tradition och håller sig till det som står i Bibeln, står det inte klart att "Maria, Lasarus syster" och "Maria Magdalena" är två olika personer.[källa behövs] I skildringen av hur Maria häller dyrbar olja över Jesu kropp, anges det att det är Maria, Lasarus syster (Johannes 12:1–3). Hon förekommer flera gånger i evangelierna. Maria Magdalena nämns bland annat i samband med att hon var en av de kvinnor som kom till Jesu grav och upptäckte att den var tom (Markus 16:1). Det nämns också att hon hade haft sju demoner som Jesus drev ut. Uppfattningen att hon skulle ha varit prostituerad har inget stöd i Bibeln. Den kvinna som grät vid Jesu fötter och torkade bort tårarna med sitt hår (se Jesu smörjelse) står aldrig omnämnd med sitt namn, slutsatsen kan man dock dra av olika litterära versioner,[källa behövs] där det framgår att den kvinna som åsyftas var Maria Magdalena. 
Den grekisk-ortodoxa kyrkan menar att hon följde Jungfru Maria till Efesos, där hon dog, och relikerna fördes till Konstantinopel. I Frankrike menar man att Martas syster for med sina syskon till Marseille och omvände Provence. Hon ska ha levt i en grotta i bergsryggen Saint Baume, där det sedermera blev ett kloster, och blivit begravd i Villa Lata, numera kallad Saint Maximin. På grund av oroligheter skall kroppen ha flyttats, men återfunnits. Genom Clemens VIII:s försorg finns vad katoliker menar är en replika av hennes huvud i stadens kyrka Basilique Sainte-Marie-Madeleine, som är en vallfärdskyrka.[källa behövs]
I katolska kyrkan är Maria från Magdala ett av de mest älskade helgonen, vars dag firas den 22 juli i hela världen (i Sverige namnsdag samma dag). Hon kom att betraktas som den ångerfulla synderskan i den tidiga kyrkan, vilket bygger på påven Gregorius den stores tolkning i Homilia 33, som finns publicerad i Homiliarum in evangelia libri duo, troligen från år 591. 
Tolkningen av hennes betydelse för Jesus i form av hans kärlek och förlåtelse och Guds nåd, har varit avgörande för kristendomens syndbegrepp och tron på omvändelse.

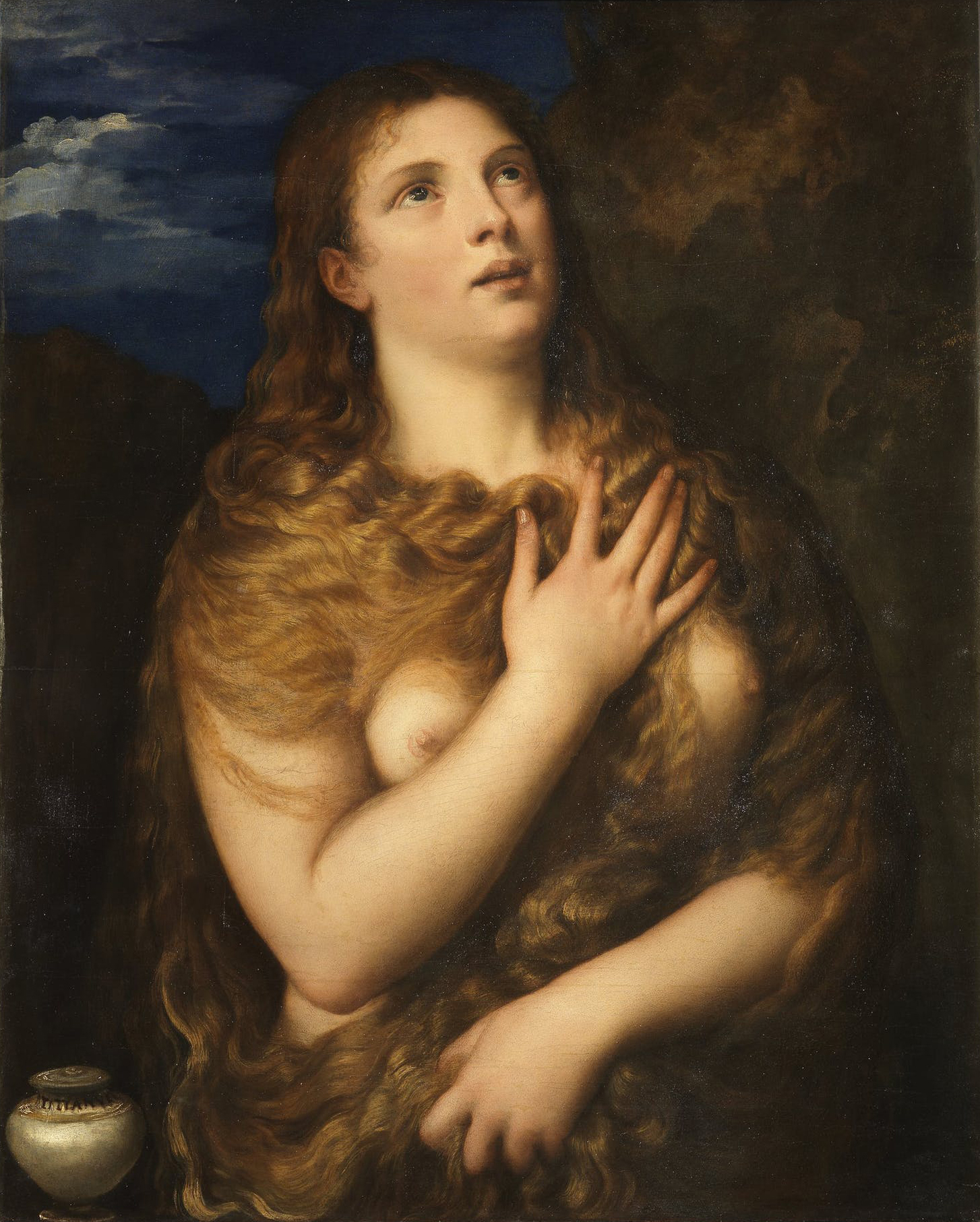
Den botfärdiga Magdalena, målning av Tizian (cirka 1533).

## Maria Magdalena i konst och litteratur
Maria Magdalena är ett vanligt motiv i konsten och litteraturen, några exempel är Tizians Den botfärdiga Magdalena, Georges de La Tours Den botfärdiga Magdalena och Correggios Noli me tangere. Traditionellt avbildas hon som en skönhet med en dödskalle, en symbol för livets förgänglighet. 
I en spridd medeltidsballadtyp (SMB 43) skildras Maria Magdalena som en synderska som av Jesus dömes till en lång och sträng botgöring, men efter att denna fullgjorts får förlåtelse.
Författaren Marianne Fredrikssons internationellt berömda roman Enligt Maria Magdalena är en fri tolkning av evangelierna, berättad ur Maria från Magdalas perspektiv. Maria Magdalena spelar även en avgörande roll i Dan Browns roman  Da Vinci-koden, där det påstås att hon och Kristus var ett gift par och hade ett barn tillsammans. I romanen Da Vinci-koden är Maria Magdalena samma person som aposteln Johannes i Leonardo da Vincis målning Nattvarden.